# Friedrich Wilhelm Klatt
Friedrich Wilhelm Klatt, född 13 februari 1825 i Hamburg, död där 3 mars 1897, var en tysk botaniker. 
Klatt blev filosofie hedersdoktor vid Rostocks universitet 1864, var tillsammans med sin hustru, född Zetterström, från Dalarna, föreståndare för en privat gosskola i Hamburg till 1870 och undervisade sedan i goss- och flickskolor där. Han ägnade sig åt deskriptiv botanik och sysselsatte sig främst med irisväxter, viveväxter och korgblommiga växter samt gräs, över vilka han publicerade många artiklar i (främst tyska) tidskrifter (bland andra "Linnæa") och lärda sällskaps skrifter. Klatts arvingar donerade till Stockholms högskola flera av dennes större specialherbarier av tyska växter och värdefulla specialherbarier av bland annat ovannämnda växtfamiljer.
Auktorsnamnet Klatt kan användas för Friedrich Wilhelm Klatt i samband med ett vetenskapligt namn inom botaniken; se Wikipediaartiklar som länkar till auktorsnamnet.